# خاطرات روزانه اوکاموتو موتوتومو
خاطرات روزانه اوکاموتو موتوتومو (به ژاپنی: 岡本元朝日記 オカモト モトトモ ニッキ)؛ یکی از منابع تاریخی در مورد دوره گنروکو و حادثه آکو است. این کتاب توسط اوکاموتو موتوتومو (۱۶۶۱–۱۷۱۲) یکی از مقام‌های اداری در قلمروی آکیتا، در نیمه دوره ادو، اهل ژاپن نوشته شده‌است. این یادداشت‌ها بالغ به پنج طومار است او نوشتن طومار اول دفتر خاطرات روزانه را از آغاز سال نوی ۱۶۹۵ آغاز کرد و پایان آن ۶ سال بعد در اوت سال ۱۷۰۱ بود. طومار پنجم به ماه سوم از سال ۱۷۰۷ ختم می‌شود.